# T'Keyah Crystal Keymáh
T'Keyah Crystal Keymáh, (nascida Crystal Walker, Chicago, 13 de Outubro de 1962) é uma atriz, escritora, diretora, produtora, cantora e humorista estadunidense. Interpretou Tanya Baxter, mãe da protagonista Raven, nas três primeiras temporadas do seriado That's So Raven. Também merece destaque sua participação no desenho animado Super Choque, fazendo a voz da meta-humana Allie Langford/Garras (Nails). Também fez uma participação em um episódio de My Wife and Kids.
Keymáh é vegetariana, e já foi eleita Miss Black America em Illinois. Além disso, é cantora e dançarina profissional.

## Filmografia
- 2008 Celebrity Family Feud como ela mesma (1 episódio)
- 2007-2008 Jury Duty como ela Mesma (5 episódios)
- 2005-2006 American Dragon: Jake Long como Mãe da Trixi e Marsha Brubert (3 episódios)
- 2004-2005 Teen Titans como Bumblebee (4 episódios)
- 2004 My Wife and Kids como Realtor (1 episódio)
- 2004 The Creature of the Sunny Side Up Trailer Park como Tonya
- 2003-2005 That's So Raven como Tania Baxter (68 episódios, 1-3 temporada)
- 2002-2003 Static Shock como Allie / Nails (2 episódios)
- 2001-2003 Batman Beyond como Dispatch Operator, Max, Old Lady, Makeba (3 episódios)
- 2001 The Gilded Six Bit como Missy Mae
- 2000 Tweety's High-Flying Adventure como Aoogah (voz)
- 2000 Happily Ever After: Fairy Tales for Every Child como Robber Girl/Avó (no episódio "Snow White")
- 1999 Pinky and The Brain como a enfermeira (2 episódios)
- 1998 Aloha Parade como ela mesma
- 1998 NAACP ACT-SO Awards
- 1998 Pinky and the Brain como a cantora, a mãe, e o pequeno garoto (2 episódios)
- 1997-2000 Cosby como Erica Lucas (94 episódios)
- 1997 Jackie Brown como Raynelle
- 1997 Soul Train (2 episódios)
- 1996 Waynehead como Roz, Aki, Shavonne e outras (13 episódios - voz)
- 1996 The Show como Denise Everett (9 episódios)
- 1995 On Our Own como Scotti Decker (7 episódios)
- 1994-1995 The John Larroquette Show como Sarah (2 episódios)
- 1994 The Commish como Grace Caldwell (1 episódio)
- 1992 Quantum Leap como Paula (1 episódio)
- 1990- 1994 In Living Color como diversos personagens (126 episódios)